# Julus validus
Julus validus är en mångfotingart som beskrevs av Brandt 1841. Julus validus ingår i släktet Julus och familjen kejsardubbelfotingar. Inga underarter finns listade i Catalogue of Life.